# Гура-Албешть
Гура-Албешть, Гура-Албешті (рум. Gura Albești) — село у повіті Васлуй в Румунії. Входить до складу комуни Албешть.
Село розташоване на відстані 263 км на північний схід від Бухареста, 20 км на південний схід від Васлуя, 78 км на південь від Ясс, 116 км на північ від Галаца.

## Населення
За даними перепису населення 2002 року у селі проживали 164 особи, усі — румуни. Усі жителі села рідною мовою назвали румунську.